# Casa Solà Morales
La Casa Solà Morales és una obra d'Olot (Garrotxa) declarada bé cultural d'interès nacional.

## Descripció
Edifici entre mitgeres, situat al passeig d'en Blai, la façana del qual, refeta per Domènech i Montaner, resta dividida en tres cossos o registres superposats. El primer, amb una porta d'accés d'arc rebaixat a cada banda, que emmarquen el semisoterrani i l'entresolat, és decorat amb elements que recorden els desapareguts baixos de la casa Lleó-Morera (1905) del mateix Domènech, al passeig de Gràcia de Barcelona. Aquest cos és presidit per dues escultures femenines de l'escultor Eusebi Arnau, col·laborador de Domènech.
El segon cos, amb dos pisos superposats de severs balcons i una tribuna amb abundant decoració vegetal modernista, és totalment recobert amb esgrafiats, reproducció dels que ja hi havia al segle xviii, de caràcter rococó. El darrer cos, una galeria seguida de falsos arcs, és coronat pel gran ràfec decorat de la teulada.
A l'interior, guarda interessants mostres de decoració dels segles xviii i xix, obra de Panyó i Ramon i Rafael Diví, i de Miralles (1854). Cal esmentar també l'oratori, de finals del segle xviii, així com la galeria que hi porta, reformada a inicis del segle xix per l'arquitecte Alfred Paluzie i decorada pel pintor Melcior Domenge.
Hi ha dues figures femenines situades a la balconada del pis principal que representen dones joves amb la figura molt estilitzada i idealitzada, amb les vestidures arrapades al cos. Els pentinats, molt fets enrere, deixen veure un rostre totalment net i sense expressió. Una d'elles sosté amb les dues mans uns brots de raïms i altres fruits. L'altra sosté amb una mà flors i amb l'altra fruits. Estan realitzades en pedra polida molt blanca.

## Història
La família Solà, originària de Batet de la Serra (Garrotxa), s'establí a Olot el 1781, i construí l'edifici actual, ubicat en el passeig del Firal, que fou començat a urbanitzar en els primers anys del segle xix (1812-14). Una pubilla de la casa, Juliana Solà i Mandes, es casà amb Jacint de Morales, de família sevillana, i des d'aleshores la família ha pres el nom de Solà-Morales. A principis de segle, entre 1912 i 1916, Domènech i Montaner va refer la façana, que decorà a l'estil modernista.